# Nomvula Mokonyane

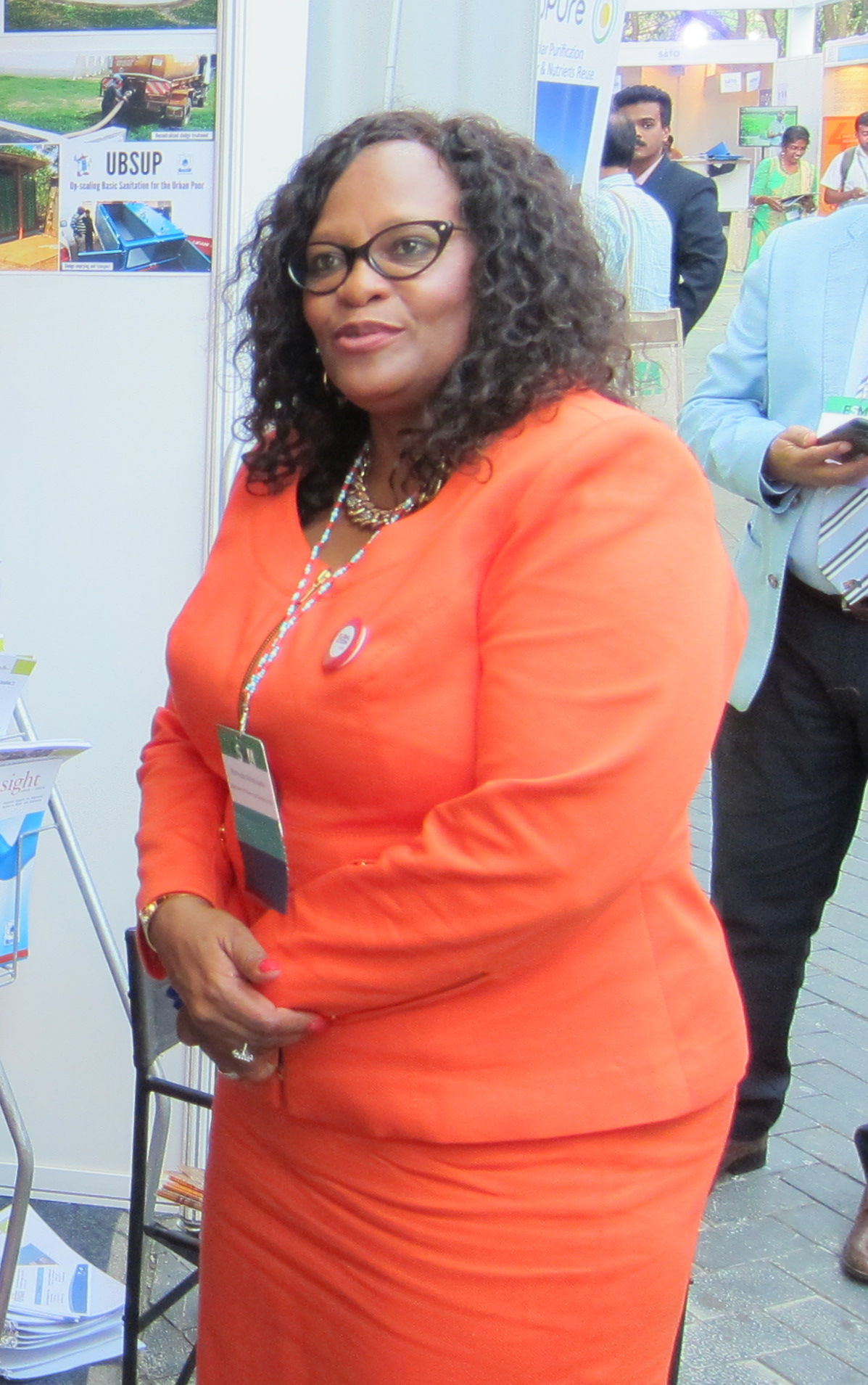
Nomvula Mokonyane

Nomvula Paula Mokonyane (* 28. Juni 1963 in Kagiso, Provinz Transvaal, Südafrika) ist eine südafrikanische Politikerin (ANC und SACP). Zwischen 2009 und 2014 war sie Premierministerin der südafrikanischen Provinz Gauteng. Ab 2014 leitete sie das Ressort Water Affairs and Sanitation (deutsch etwa: Wasser und Wasseraufbereitung) im Kabinett Zuma II der südafrikanischen Regierung, ab 2018 war sie Ministerin für Kommunikation im Kabinett Ramaphosa I. Ab dem 22. November 2018 diente sie als Umweltministerin unter Präsident Cyril Ramaphosa. Mit der Regierungsbildung 2019 schied sie aus dem Kabinett aus.

## Leben

### Jugend
Nomvula Paula Mokonyane wurde am 28. Juni 1963 im Township Kagiso in der heutigen südafrikanischen Provinz Gauteng geboren. Sie ist das jüngste von zwölf Kindern. Mokonyane besuchte die Masupatsela High School in Kagiso.

### Erstes politisches Engagement
Mokonyane begann sich in den frühen 1980er Jahren politisch zu engagieren. Sie trat unter anderem den Young Christian Students (YCS) bei und war Gründungsmitglied des Congress of South African Students (Cosas). Ebenso engagierte sich für den Ortsverband Krugersdorp der United Democratic Front und war aktives Mitglied der Federation of Transvaal Women (Fedtaw).
Aufgrund ihres politisches Engagement wurde sie von der Sicherheitspolizei regelmäßig drangsaliert. Nach der Liberalisierung der Gesetze für zivilgesellschaftliche Organisationen im Jahr 1990 unterstützte Mokonyane die Neugründung und Aufbau der lokalen Parteistrukturen des African National Congress (ANC) und der South African Communist Party (SAPC).

### Aufstieg in der Provinz Gauteng
1994 kandidierte Mokonyane für ein Mandat im „Provinzparlament“ von Gauteng und gewann. Sie arbeitete in verschiedenen Ausschüssen mit, bevor sie 1996 zur Provinzministerin für Landwirtschaft und Umwelt ernannt wurde. Von 1999 bis 2004 war sie Ministerin der Provinz für Sicherheit, und von 2004 bis 2009 Ministerin für Wohnen. Innerhalb ihrer Partei, dem ANC, stieg sie ebenfalls auf: Seit 2007 ist Mokonyane Mitglied des nationalen Präsidiums (National Executive Committee) der Partei. Als Sicherheitsministerin richtete Monkonyane unter anderem Gewaltschutzzentren bei Polizeiwachen sowie Beratungs- und Betreuungszentren für Opfer sexueller und häuslicher Gewalt ein. Zudem soll sie eine bedeutende Rolle dabei gespielt haben, dass die UNESCO Sterkfontein 1999 zum Weltkulturerbe ernannte.
Nach den allgemeinen Wahlen 2009 gewann der ANC die Provinz Gauteng mit 64 Prozent der Stimmen. Darauf bestimmte das Präsidium des ANC Mokonyane zur ersten weiblichen Premierministerin Gautengs (und Südafrikas überhaupt) bestimmt, sie legte am 6. Mai 2009 ihren Eid ab. Unter ihrer Ägide baute sie die Verwaltung der Provinz um und führte unter anderem eine Planungsabteilung ein.

### Ernennung zur Ministerin für Wasser und Abwasser
Für die allgemeinen Wahlen 2014 wurde Mokonyane nicht erneut von ihrer Partei für die Provinzregierung nominiert, obwohl der ANC erneut die absolute Mehrheit mit 53 Prozent der Stimmen erlangte. Ihr Nachfolger wurde am 20. Mai 2014 David Makhura. Präsident Jacob Zuma (ANC) holte Mokonyane stattdessen in sein zweites Kabinett, für das er das neue Ministerium für Wasser und Wasseraufbereitung (Ministry of Water Affairs and Sanitation) schuf. Mokonyane hatte kein Mandat im nationalen Parlament – dennoch erlaubt die Verfassung, bis zu zwei Minister ohne Mandat für das Kabinett zu nominieren.
Im September 2016 wurde bekannt, dass Mokonyane gegenüber der lesothischen Regierung – ohne Absprache mit Präsident Jacob Zuma – im Rahmen des Lesotho Highlands Water Project eine deutlich erhöhte Wassermenge für ihr Land gefordert habe. Dies hätte eine Neuplanung der zukünftigen Bauvorhaben und damit eine mehrjährige Verzögerung bedeutet. Kritiker sahen im Plan der Ministerin, bei einer erneuten Ausschreibung eigene Bekannte begünstigen zu können. 2018 wurde sie von Präsident Cyril Ramaphosa als Minister of Communications („Ministerin für Kommunikation“) in sein Kabinett berufen und wurde im November 2018 zur Minister of Environmental Affairs („Ministerin für Umwelt“) ernannt.
Bei der Bildung des Kabinetts Ramaphosa II verlor sie ihr Ministeramt.